# Antoni Tomiłowicz
Antoni Tomiłowicz (ur. 1685, zm. 23 kwietnia 1745) – duchowny greckokatolicki.

## Życiorys
Członek zakonu bazylianów. Studiował w kolegium jezuickim w Braniewie (1704–1711), po jego ukończeniu przyjął święcenia kapłańskie. Pełnił funkcje: mistrza nowicjatu w Bytenii, nauczyciela szkół bazyliańskich w Mińsku, Pińsku i Chełmie. Uczestnik synodu zamojskiego. Od 1736 tytularny greckokatolicki arcybiskup smoleński. Konsekratorem na biskupa był Atanazy Szeptycki.